# Nordic Forest Research
Nordic Forest Research (SNS – SamNordisk Skogsforskning) är ett nordiskt samarbetsorgan bildat 1972 för att främja hållbar användning av skog. Organisationen svarar under Nordiska ministerrådet. SNS finansierar nätverkande mellan forskare, branschfolk och andra intressenter. Varje år fördelar SNS ungefär 700 000 euro mellan olika nordiska forskarnätverk. För att få finansiering från SNS ska ett forskarnätverk ge ett tydligt nordiskt mervärde, minst tre nordiska länder ska vara representerade och könsfördelningen ska vara jämn (40/60). SNS finansierar som mest 50% av nätverkets omkostnader, finansiering kräver alltså medfinansiering.
SNS arbetar också för att nordisk policy rörande skog ska vara vetenskapligt underbyggd. Organisationen tar fram faktaunderlag inför beslutsfattande i Nordiska Ministerrådet och tillhandahåller kunskap till de nordiska samhällena i skogsrelaterade ämnen.
SNS har sitt sekretariat på SLU i Alnarp, Skåne, Sverige.
SNS driver två vetenskapliga tidskrifter, Scandinavian Journal of Forest Research och Wood Material Science & Engineering.